# Tiveds församling
Tiveds församling var en församling i Skara stift och i Laxå kommun. Församlingen uppgick 2006 i Finnerödja-Tiveds församling.

## Administrativ historik
Församlingen bildades 1842 genom en utbrytning ur Undenäs församling.
Församlingen var till 1856 annexförsamling (ursprungligen kapellförsamling) i pastoratet Undenäs, Halna och Tived för att därefter till 1962 utgöra ett eget pastorat. Från 1962 till 2006 var den annexförsamling i pastoratet Finenrödja och Tived. Församlingen uppgick 2006 i Finnerödja-Tiveds församling.

## Kyrkor
- Tiveds kyrka